# Bellegarde-Sainte-Marie
Bellegarde-Sainte-Marie is een gemeente in het Franse departement Haute-Garonne (regio Occitanie) en telt 176 inwoners (1999). De plaats maakt deel uit van het arrondissement Toulouse.

## Geografie
De oppervlakte van Bellegarde-Sainte-Marie bedraagt 11,6 km², de bevolkingsdichtheid is 15,2 inwoners per km².
De onderstaande kaart toont de ligging van Bellegarde-Sainte-Marie met de belangrijkste infrastructuur en aangrenzende gemeenten.

## Demografie
Onderstaande figuur toont het verloop van het inwonertal (bron: INSEE-tellingen).

1. ↑  Populations de référence 2022.